# Jorge Sartiaguín
Jorge Luis Sartiaguín Godoy (San Blas, 24 de agosto de 1993) es un futbolista mexicano que juega como mediocampista. Actualmente se encuentra sin equipo.

## Debut
Debutó en la fecha 14 del Clausura 2014 en ese entonces portaba el dorsal 38, hizo su presentación en Primera División, de la mano de José Saturnino Cardozo, en la visita de Toluca al Club Tijuana en el Estadio Caliente. 
En ese mismo encuentro marcaría su primer gol como jugador de Primera División venciendo con un disparo lejano al portero Cirilo Saucedo.

## Trayectoria
Inició como delantero en el Deportivo Nayarit de Tercera División, equipo del exfutbolista Marcelino Bernal quien, al ver su gran potencial, le consigue una prueba en el Deportivo Toluca, donde consiguió quedarse en el club para formar parte de la Sub-17 en Fuerzas Básicas.
Con buenas actuaciones y buen nivel fubolistico en Sub-20, es tomado en cuenta por José Saturnino Cardozo para formar parte del primer equipo, donde logró debutar, a pesar de ser un gran jugador continuó jugando dentro del club pero con Toluca Premier de Segunda División donde inclusive era el capitán en dicha división.
Con miras al Apertura 2016 regresa a la actividad del primer equipo, esta vez de la mano de Hernán Cristante que lo consideró para trabajos de pretemporada y juegos amistosos, donde se espera que continue dentro de los planes del primer equipo.

## Clubes
| Club                   | País   | Año       |
| ---------------------- | ------ | --------- |
| Deportivo Toluca F. C. | México | 2009-2018 |
| Atlante F. C.          | México | 2018-2019 |